# Iglesia de San Juan (Escarlá)
San Juan de Escarlá era la iglesia románica del pueblo de Escarlá, del término municipal de Tremp, en la provincia de Lérida.
La iglesia, como todo el pueblo de Escarlá, estaba unida a la parroquia de Sant Pere de Espills, y, con ella, estuvo vinculada al monasterio de Santa María de Lavaix.
Es una iglesia románica modificada por sobrealzamiento, pero que sigue siendo una muestra interesante del románico catalán. Las capillas laterales forman el crucero, y tiene campanario de torre. La mayor parte del edificio actual es de época barroca, construido en 1778, pero conserva algunos elementos del templo románico.
La cabecera, formada por un ábside semicircular que se abre a la nave mediante un amplio arco triunfal, tiene una ventana de doble derrame, actualmente tapada. El muro norte es también románico. La forma constructiva de esta parte es de finales del siglo XI o principios del siglo XII, aunque bastante arcaizante.